# Pulsed Accretion
Pulsed Accretion (englisch; deutsch gepulste Akkretion) beschreibt in der Astronomie eine  Modulation der Akkretionsrate junger stellarer Objekte in Doppelsternsystemen. Periodische Helligkeitsänderungen in den Infrarot-Lichtkurven von T-Tauri-Sternen werden immer durch Pulsed Accretion erklärt, wenn die Modulation der Lichtkurve identisch mit der Umlaufdauer des Doppelsternsystems ist und nicht durch Bedeckungseffekte wie bei den UX-Orionis-Sternen erklärt werden kann.
In Doppelsternen von jungen stellaren Objekten bildet sich um jeden Stern eine protoplanetare Scheibe, aus der Materie auf die Sterne akkretiert wird. Besitzt das Doppelsternsystem eine elliptische Umlaufbahn, so wirken im Periastron stärkere Gravitationskräfte auf die protoplanetaren Scheiben, was zu einem temporären Anstieg der Akkretionsrate auf den Stern führt. Dies führt wiederum zu den beobachteten Helligkeitsanstiegen im mittleren Infrarot, z. B. beim Protostern LRLL 54361 bis um das Zehnfache.